# Bidirektional
Die Eigenschaft bidirektional bedeutet beim Dialog die Kommunikation „in beiden Richtungen“, beim Telefongespräch oder einer Datenübertragung sowohl von Punkt A zu B als auch umgekehrt von B nach A. Ein Synonym dafür ist duplex (lateinisch „doppelt“). 
In der Biologie bedeutet die bidirektionale Replikation, sie startet vom Replikationsursprung in beide Richtungen.
Die Einwegübertragung in nur eine Richtung wird als simplex, unidirektional oder monodirektional bezeichnet, so etwa die Signalübertragung von der Satellitenantenne über eine Leitung zum Satellitenempfänger. Der Rundfunk hingegen sendet sein Nutzsignal von der Sendeantenne auf dem Funkturm rundherum in allen Richtungen auf vielen Wegen. Umgekehrt ist der Mehrwegempfang desselben Nutzsignals möglich.

## Bidirektionale Schnittstelle
Kann man mit einer Schnittstelle sowohl Daten empfangen (Empfänger/Receiver) als auch senden (Absender/Transmitter), dann ist diese Schnittstelle bidirektional (Transceiver). Eine unidirektionale Schnittstelle enthält dagegen nur entweder einen Receiver oder einen Transmitter.
Je nach Aufbau des Transceivers ist eine Übertragung in beide Richtungen gleichzeitig oder nur in einer Richtung zur gleichen Zeit möglich. Werden Daten zur gleichen Zeit in beide Richtungen auf das gleiche Medium übertragen, so ist eine Unterscheidungsmöglichkeit erforderlich
(siehe Vollduplex-Verfahren).
Einfache physische Schnittstellen, die die Information nur mithilfe einer Größe (z. B. zwei verschiedene Spannungspegel) übertragen, verwenden häufig ein Zeitmultiplexverfahren. Eine Übertragung ist nur in einer Richtung zur gleichen Zeit (Halbduplex-Verfahren) möglich.
Eine Punkt-zu-Mehrpunktverbindung (Beispiel Konferenzschaltung) wird nicht als bidirektional bezeichnet.
In einem bidirektionalen Ring, der mehrere Netzknoten verbindet, wird der Datenverkehr im Regelfall so gerichtet, dass beide Richtungen einer bidirektionalen Verbindung dieselben Netzknoten entgegengesetzt durchqueren. Im Fehlerfall, bei dem ein Übertragungsweg der beiden ausfällt, kann im Ring eine Protectionumschaltung stattfinden, so dass das unterbrochene Signal den Ring in der anderen Richtung durchläuft.

## Elektronik
Bei elektronischen Halbleitern bedeutet „bidirektional“, dass der Strom (regulär) in beiden Richtungen durch sie fließen darf. Solche Bauteile besitzen also keine Polung. Jeder einzelne Anschluss ist also gleichzeitig Kathode und alternativ Anode. Dies trifft z. B. auf ungepolte Überspannungsschutzdioden, sogenannte ungepolte Avalanchedioden oder ungepolte Suppressordioden zu. Bei ungepolten, also bidirektionalen Schutzdioden gibt es keine Ringmarkierung an der Seite von einem der Anschlüsse, wie sie dagegen bei gepolten, also unidirektionalen Halbleiterbauelementen üblich sind. Die Begriffe „bidirektional“ und „bipolar“ dürfen hier nicht verwechselt werden, denn bipolare Halbleiter sind gepolte Halbleiter („zwei Pole“ von bi=2), haben also je eine eindeutige Kathode und eine Anode und erlauben (regulär) nur den Stromfluss in einer Richtung.

## Drucktechnik
In der Drucktechnik bei EDV-Druckern oder anderen ähnlichen Büromaschinen bezeichnet der Begriff auch eine Methode, bei der das Druckwerk sowohl bei der Hin- als auch in der Rückbewegung Zeichen zu Papier bringt. Der Ausdruck erfolgt dadurch beinahe doppelt so schnell wie beim unidirektionalen Druck. Der Nachteil hierbei ist jedoch oft ein vertikaler Versatz zwischen den beiden Zeilen, die mit einer unterschiedlichen Druckrichtung erzeugt wurden.

## Anlagenbau Schalttechnik
Motoren werden bidirektional eingeschaltet, wenn zwei oder mehrere Motoren miteinander und nicht unabhängig voneinander eingeschaltet werden.

## Elektromobilität
Es gibt E-Autos, die über bidirektionale Ladegeräte verfügen. Das bedeutet, dass die Akkus in solchen Fahrzeugen nicht nur Energie aufnehmen, sondern diese später auch wieder beliebig an andere E-Autos abgeben können.

## Bidirektionale Texte
Bei einem bidirektionalen Text sind Textpassagen unterschiedlicher Schreibrichtung vereinigt; also etwa ein von links nach rechts zu lesender Grundtext in lateinischer Schrift, der Textfragmente in hebräischer oder arabischer Schrift enthält, die von rechts nach links zu lesen sind – oder umgekehrt.